# Bedeu
Jorge Moacir da Silva, né 4 décembre 1946 à Porto Alegre et mort le 5 août 1999 dans la même ville, plus connu sous le nom de Bedeu, est un chanteur, compositeur et guitariste brésilien important de la música popular brasileira et précurseur de la samba rock,,.

## Biographie

### Jeunesse et influences musicales
Jorge Moacir da Silva naît le 4 décembre 1946 dans le quartier d'Azenha de la Cidade Baixa à Porto Alegre, où il est élevé par sa tante. C'est un quartier pauvre et un bastion de divers traits africains dans la ville de Porto Alegre. Il y a puisé une grande partie de ses influences musicales au cours de son enfance et de sa jeunesse. À l'âge de six ans, il joue du pandeiro et reçoit le surnom de « Bedeu do Carnaval », qui finira par influencer son nom de scène.
Il commence la batterie à l'âge de 12 ans puis se met au violão et se produit lors de bals avec son groupe Os Rockings dans les années 1960,.

### Début de carrière
Bien qu'il soit originaire du Rio Grande do Sul, Bedeu commence sa carrière à São Paulo, où il a fait enregistrer plusieurs chansons par des artistes du sud-est du Brésil. Jair Rodrigues, Wilson Simonal, Dhema (pt), Neguinho da Beija-flor (pt) et Os Originais do Samba, notamment, ont enregistré ses chansons, composées avec leurs compagnons musicaux les plus fréquents, Leleco Telles et Alexandre. Son travail de percussionniste est également reconnu. En 1968, il rencontre Delma Gonçalves, avec qui il collabore jusque dans les années 1990, produisant un grand nombre d'enregistrements ensemble, mêlant swing, samba rock, samba-canção et blues.
Toute sa carrière, Bedeu se partage entre São Paulo, Rio de Janeiro et Porto Alegre. Il revient dans cette dernière en 1975 et forme, avec Leleco Telles, Alexandre, Cy, Leco et Nêgo Luis, le groupe de samba rock Pau Brasil. Réunissant une sélection de grands musiciens, Pau Brasil sort plusieurs tubes, largement réenregistrés jusqu'à ce jour, comme Grama verde, Minha preta et Nêga Olívia.
Deux albums sont sortis par cette turma da pesada, qui utilise dans sa musique un mélange de deux genres musicaux d'origine noire, la samba et le rock : O samba e suas origens (1978) et Pau Brasil (1979). Le succès du groupe est considérable et sert d'exemple à de nombreux autres artistes qui rejoignent plus tard ou se promenèrent temporairement dans ce nouveau genre : la samba-rock (dans le Rio Grande do Sul, cela s'appelle suíngue — dérivé de swing).
Contemporain de Bebeto et Jorge Ben, Pau Brasil s'enracine et, même après sa disparition, il compte un grand groupe d'admirateurs de son œuvre et ses disques sont très recherchés dans les disquaires d'occasion qui vendent des vieux disques à Porto Alegre et São Paulo.

### Carrière solo
Au début des années 1980, Bedeu se lance dans une carrière solo et sort África no fundo do quintal en 1983, dans lequel il rassemble ses compositions les plus célèbres et de nouvelles chansons, comme Zimbábwe. Dans les gafieiras (salles de danse), sa chanson Kid Brilhantina (en partenariat avec Alexandre) est encore largement interprétée à ce jour. C'était en fait l'une de ses chansons sélectionnées pour la compilation Samba-rock em Dois Tempos de 1988, avec Guerreiro, composée en partenariat avec Bebeto et Leleco Telles.
En 1993, il sort Iluminado, où il consacre une autre de ses chansons, Saudades de Jackson do Pandeiro (avec Luís Vagner), où il fait l'éloge, outre le regretté compositeur, d'autres instrumentistes célèbres au Brésil et dans le monde comme Luiz Gonzaga, Gordurinha, Bola Sete et Caçulinha (pt).
Il compose également, avec Alexandre et Leleco, quelques sambas pour les écoles de samba de Porto Alegre Garotos da Orgia (qui changeront plus tard son nom en Acadêmicos da Orgia (pt)), dont il est l'un des fondateurs et Areal da Baronesa.

### Dernières années
À cette époque, après avoir enregistré quelques compilations, il est frappé par le diabète et ses complications. Ce problème de santé l'éloigne temporairement de la scène musicale et médiatique, inquiétant ses admirateurs. En 1998, il enregistre son dernier album, financé par la mairie de la capitale du Rio Grande do Sul, Swing Popular Brasileiro,. Il y revisite certains de ses succès et sort des chansons inédites. Cela est dû au fait qu’il n’a pas une situation financière confortable et qu'il a de nouveaux problèmes dus au diabète.
En mars 1999, Bedeu reçoit le prix Açorianos (pt) pour l'ensemble de sa carrière,. Pour l'aider dans son traitement (bien qu'il soit en phase terminale), un spectacle intitulé « Tributo a Bedeu » est promu dès juillet 1999. Cela ne suffit pas à le faire échapper à la mort, qui survient le 5 août 1999 après une longue période d’hospitalisation et d’aggravation de sa maladie,.

## Discographie
Bedeu publie trois albums studio :
- África no fundo do quintal (1983)[7]
- Iluminado (1993)[8]
- Swing Popular Brasileiro (1998)[9].

Il collabore néanmoins avec de nombreux artistes et il est inclus dans plusieurs compilations.

## Récompenses
Il obtient le prix Açorianos (pt) en 1998 dans la catégorie Destaque Especial.